# Cantón de Manosque-Norte
El cantón de Manosque-Norte era una división administrativa francesa que estaba situada en el departamento de Alpes de Alta Provenza y la región de Provenza-Alpes-Costa Azul.

## Composición
El cantón estaba formado por dos comunas más una fracción de otra:
- Manosque (fracción)
- Saint-Martin-les-Eaux
- Volx

## Supresión del cantón de Manosque-Norte
En aplicación del Decreto nº 2014-226 de 24 de febrero de 2014, el cantón de Manosque-Norte fue suprimido el 22 de marzo de 2015 y sus 3 comunas pasaron a formar parte del nuevo cantón de Manosque-2.